# جامعة كييف الوطنية اللغوية
جامعة كييف الوطنية اللغوية مؤسسة تعليم عالي أوكرانية، (بالأوكرانية: Київський національний лінгвістичний університет) هي جامعة تقع في كييف عاصمة أوكرانيا. أسِّسَت هذه الجامعة في سنة 1948.

## تاريخ
جامعة كييف الوطنية اللغوية هي خليفة معهد كييف التربوي الحكومي للغات الأجنبية، الذي أنشأته وزارة التعليم في اتحاد الجمهوريات الاشتراكية السوفياتية في 30 مارس 1948. بموجب مرسوم صادر عن مجلس وزراء أوكرانيا بتاريخ 29 أغسطس 1994، دولة كييف تم تغيير اسم المعهد التربوي للغات الأجنبية إلى جامعة كييف الحكومية اللغوية. منذ تأسيسها، حققت الجامعة إنجازات كبيرة في مجال اللغويات الأجنبية.
في العام الدراسي 1948/4/9، كان بالجامعة ثلاث كليات (الإنجليزية والفرنسية والإسبانية)، مع 238 طالبًا في السنة الأولى. وظف المعهد 19 مدرسًا بدوام كامل و 11 مدرسًا بدوام جزئي في ذلك الوقت. تأسست كلية اللغة الألمانية في عام 1953، وكلية اللغة الروسية للأجانب في عام 1977، والقسم التحضيري للمواطنين الأجانب في عام 1983. وتقدم دورات الدراسات العليا منذ عام 1962، ودورات الدكتوراه منذ عام 1992.
بعد حصول أوكرانيا على الاستقلال، سعت KNLU إلى تدريب المتخصصين المؤهلين تأهيلا عاليا (المعلمين والمترجمين الفوريين) في اللغات الأجنبية. منذ عام 1990، تضاعف عدد الطلاب، من 3224 طالبًا في عام 1990 إلى ما يقرب من 6000 طالب في عام 2012، بما في ذلك أكثر من 400 طالب من دول أجنبية. على مدى العقد الماضي، أنشأت الجامعة كلية الاقتصاد والقانون، وكلية الترجمة، وكلية الدراسات الشرقية، وعشرة أقسام متخصصة جديدة.
الجامعة هي مؤسس الفرع الأوكراني للرابطة الدولية لمدرسي اللغة الإنجليزية كلغة أجنبية (IATEFL). اليوم، تحافظ الجامعة على تعاون شامل مع البعثات التعليمية والثقافية للدول الأجنبية في أوكرانيا (البيت الأمريكي، والمجلس البريطاني، ومعهد جوته، والمركز الثقافي الفرنسي، والمركز الثقافي الياباني). في عام 1993، تم إنشاء أول كرسي لليونسكو في أوكرانيا في الجامعة.

## خدمات الجامعة
تتكون الجامعة من ثلاثة مبانٍ تعليمية، وأربعة مهاجع، ومكتبة محوسبة بها أكثر من مليون كتاب في التخزين، وعشرة فصول كمبيوتر قادرة على استيعاب ما يصل إلى 300 طالب، وصالة رياضية ومقاصف متعددة.

## اقسام الجامعة
تتكون جامعة كييف الوطنية اللغوية من سبعة أقسام
1- قسم فقه اللغة الجرمانية
2-قسم فقه اللغة الرومانسية
3-قسم الترجمة والترجمة الفورية
4-قسم الدراسات الشرقية
5-قسم الاقتصاد والقانون
6-قسم فقه اللغة السلافية
7-البرنامج التحضيري لقسم فقه اللغة السلافية للطلاب الدوليين.

## الأساتذة المتميزون
1- نيكولاييفا صوفيا يوريفنا - أستاذ مشهور متخصص في علم اللغة، مؤلف ما يقرب من 150 ورقة بحثية؛ أشرف على 20 مرشحا لدرجة الدكتوراه. حاصل على وسام الاستحقاق (الصف الثالث، 1998) بالإضافة إلى العديد من الدبلومات الفخرية الأخرى من قبل وزارة التربية والتعليم في أوكرانيا؛ تم تكريمه بلقب التربوي الفخري لأوكرانيا (1992).
2- Dvorzhetska Margaryta Petrivna - أشرفت على 14 مرشحًا لدرجة الدكتوراه، ومؤلفة ما يقرب من 110 ورقة بحثية؛ مُنح دبلوم الشرف من رئاسة البرلمان الأوكراني (1990)، وسام ماكارينكو (1985)، والدبلوم الحكيم من أكاديمية العلوم بالمدرسة العليا الأوكرانية (1996)، والدبلومات الفخرية من وزارة التربية والتعليم. أوكرانيا.
3- Sklyarenko Nina Kostiantynivna - أشرفت على 10 مرشحين لدرجة الدكتوراه متخصصين في منهجية تدريس اللغة، ومؤلفة ما يقرب من 100 ورقة بحثية؛ في عام 1981 حصل على ميدالية برونزية من المجلس العام لمعرض الإنجازات لاتحاد الجمهوريات الاشتراكية السوفياتية الوطنية للمؤسسات الاقتصادية، في عام 1984 - ميدالية جمهورية فيتنام الاشتراكية؛ في عام 1996 حصل على وسام «المعلم الممتاز لأوكرانيا»، في عام 1998 - الدبلوم الفخري من وزارة التربية والتعليم في أوكرانيا.

## الخريجين البارزين (دكتوراه)
1- Artemchuk Halik Isakovych - مستشار جامعة كييف الوطنية اللغوية من 26 ديسمبر 1998 إلى 10 يونيو 2009، أستاذ، عضو أكاديمية العلوم التربوية في أوكرانيا، التربوي الفخري في أوكرانيا؛ حائز على وسام الاستحقاق من الدرجة الثانية والثالثة؛ حائز على جائزة سانت فولوديمير؛ حصل على العديد من الجوائز الأجنبية.
2- فاسكو رومان فولوديميروفيتش - مستشار جامعة كييف اللغوية الوطنية من أبريل 2010 حتى الآن؛ دكتور في العلوم اللغوية، أستاذ؛ تربوي فخري لأوكرانيا.
3- Vorobyova Olha Petrivna - دكتوراه في فقه اللغة، أستاذ؛ تربوي فخري في أوكرانيا؛ حائز على ميدالية «إنجازات العلوم الاجتماعية.
4- Valihura Olha Romanivna - دكتوراه في التربية، أستاذ؛ لديها أكثر من 90 منشوراً أكاديمياً.
5- بيهيتش أوكسانا بوريسيفنا - دكتوراه في التربية، أستاذ؛ لديها 100 منشور أكاديمي.
6- روكينا إيما بيتريفنا - دكتوراه في فقه اللغة، أستاذ؛ تربوي فخري لأوكرانيا.
7- Fesenko Valentyna Ivanivna - دكتور في فقه اللغة، أستاذ؛ تم تكريمه بخطاب تقدير من وزارة التعليم والعلوم في أوكرانيا لعمل ضميري طويل الأمد، ومساهمة شخصية في تدريب المتخصصين ذوي المهارات العالية، والعمل الأكاديمي والتربوي الغزير؛ مؤلف أكثر من 100 منشور علمي.
8- كاهانوفسكا أولينا ماركيفنا - دكتوراه في فقه اللغة، أستاذ؛ لديها أكثر من 100 مطبوعة أكاديمية.
Hrynyuk Halyna Arkadiyivna- 9 دكتوراه في التربية أستاذ تربوي فخري لأوكرانيا.
10- Danylych Valentyna Stefanivna - دكتور في فقه اللغة، أستاذ حائزة على ميدالية «صوفيا روسوفا.

## الخريجين البارزين (الفنانين)
1- روهوزا يوري ماركوفيتش - شاعر أوكراني معروف وكاتب وكاتب سيناريو ومؤلف العديد من الأغاني؛ هو الفائز بالجائزة في مسابقات All-Union «Pisnya Roku» في 1988-1992.
2- كوركوف أندري يوريوفيتش - كاتب وصحفي وكاتب سيناريو أوكراني؛ الكاتب الوحيد من دول الاتحاد السوفيتي السابق الذي تم تضمين كتبه في قائمة العشرة الأوائل من الكتب الأكثر مبيعًا في أوروبا، ويتم ترجمتها إلى 36 لغة.
3- Koltsova Oleksandra - مغني وصحفي وملحن وشاعر ومنتج أوكراني؛ عضو سابق في فرقة «كريخيتكا زاخس» الموسيقية (1999-2007)؛ مطرب من فرقة «كريكيتكا» الموسيقية في الوقت الحاضر.
4- شوروف دميترو إهوروفيتش - موسيقي أوكراني وعازف بيانو وعضو في فرق موسيقية "Okean Elzy" و "Esthetic Education" و "Zemfira" و "Pianoboy".
5- كاربا إيرينا إيوريفنا - كاتب ومغني وصحفي أوكراني. حصلت على الجائزة الكبرى لمسابقة «هرانوسلوف» الدولية للكتاب الشباب عام 1999 ؛ حصلت على جائزة «أفضل أوكرانية لعام 2006» (في فئة «أصغر كاتبة») عام 2006
6- تمارا فيكتوروفنا ترونوفا - مخرج مسرحي أوكراني، المدير الرئيسي لمسرح كييف الأكاديمي للدراما والكوميديا على الضفة اليسرى من دنيبر.